# Opération Thunderclap
L'opération Thunderclap était le nom de code d'une opération anglo-américaine planifiée en août 1944 qui comprenait une série de raids aériens massifs contre la capitale allemande de Berlin dans les dernières étapes de la Seconde Guerre mondiale. Selon les estimations, les bombardements stratégiques devraient faire environ 220 000 victimes, dont 110 000 morts, avec pour objectif premier de saper définitivement le moral des Allemands. Cependant, lors de la planification, le projet fut classé comme irréaliste et continuellement reporté.
Sydney Bufton, directeur britannique des opérations de bombardement, déclara à propos de la mise en œuvre de l'opération le 15 août 1944 :

« Il est souligné qu'une leçon finale spectaculaire et tangible pour le peuple allemand sur les conséquences de l'agression mondiale serait d'une valeur durable, même dans la période d'après-guerre. De plus, la dévastation totale du centre d'une ville aussi immense que Berlin serait un témoignage irréfutable de la puissance d'une force de bombardement moderne. Il est rappelé qu'une telle preuve rendrait beaucoup plus facile la pacification des territoires occupés en grande partie au moyen de l'armée de l'air. De plus, elle convaincrait nos alliés russes et neutres de l'efficacité de la puissance aérienne anglo-américaine. Si les troupes alliées pouvaient occuper Berlin, ou si elle recevait la visite de représentants neutres, on leur présenterait un mémorial de longue date des effets que le bombardement stratégique a produit dans cette guerre et qui pourraient se répéter à tout moment. »

Une mise en œuvre du plan coordonnée avec l'avance soviétique fut envisagée à nouveau au début de 1945, avant d'être une nouvelle fois considérée comme irréalisable. En remplacement, il fut décidé de lancer une série d'attaques contre des villes de la zone du front oriental allemand, formant des plaques tournantes de la circulation vers l'est et étaient donc considérées comme des cibles particulièrement intéressantes. Il s'agit notamment, outre Berlin, de Dresde, Chemnitz, Nordhausen et Leipzig. Ces villes ont ensuite été lourdement bombardées pour détruire l'arrière-pays de la ligne de front et soutenir l'avancée soviétique, demandée par l'Union soviétique lors de la conférence de Yalta. Les attaques étaient importantes, mais pas aussi massives que l'opération Thunderclap initialement envisagée.

### Littérature
- Frederick Taylor: Dresden: Tuesday 13 February 1945. Bloomsbury, London, 2005,  (ISBN 0-7475-7084-1).
- Rolf-Dieter Müller:  Der Bombenkrieg 1939–1945. Ch. Links Verlag, Berlin 2004.  (ISBN 3-86153-317-0).

### Liens web
- Jochen Bölsche: Operation Gomorrha, Spiegel Special 2/2005, 30. März 2005